# (14486) Tuscia
(14486) Tuscia ist ein Asteroid des Hauptgürtels, der am 4. Oktober 1994 von den italienischen Astronomen Luciano Tesi und Gabriele Cattani am Osservatorio Astronomico della Montagna Pistoiese (IAU-Code 104) nordöstlich von San Marcello Pistoiese in der Toskana entdeckt wurde.
Der Himmelskörper wurde am 13. Oktober 2000 nach dem lateinischen Namen für die Toskana benannt.